# Xã Albion, Quận Butler, Iowa
Xã Albion (tiếng Anh: Albion Township) là một xã thuộc quận Butler, tiểu bang Iowa, Hoa Kỳ. Năm 2010, dân số của xã này là 2.030 người.